# Беллуччи, Маттиа
Маттиа Беллуччи (род. 1 июня 2001, Бусто-Арсицио, Ломбардия) — итальянский профессиональный теннисист.

## Спортивная карьера
В 2022 году Беллуччи выиграл два титула на турнирах "Челленджера" в одиночном разряде: на Открытом чемпионате Сен-Тропе и Открытом чемпионате Вильнюса.
В январе 2023 года Беллуччи прошел квалификацию Открытого чемпионата Австралии по теннису и дебютировал на турнирах Большого шлема. В первом раунде он уступил в пятисетовом матче французу Бенжамену Бонзи. В результате 30 января 2023 года он вошёл в топ-150 мирового рейтинга теннисистов.
В мае 2024 года, на Открытом чемпионате Франции по теннису, Беллуччи, победив в квалификации, дебютировал в основной сетке Ролан Гаррос. В первом раунде в упорном пятисетовом поединке уступил американцу Фрэнсису Тиафо.

## Рейтинг на конец года
| Год  | Одиночный рейтинг | Парный рейтинг |
| 2023 | 177               | 544            |
| 2022 | 153               | 521            |
| 2021 | 680               | 758            |
| 2020 | 964               | 1335           |
| 2019 | 1114              | 1643           |
| 2018 | 1491              | 0              |

## Выступления на турнирах

### Финалы турнировATPв одиночном разряде (0)

#### Поражения (0)
| Легенда                     |
| --------------------------- |
| Турниры Большого шлема (0)* |
| Итоговый турнир ATP (0)     |
| ATP Мастерс 1000 (0)        |
| АТР 500 (0)                 |
| АТР 250 (0)                 |

| Титулы по покрытиям | Титулы по месту проведения матчей турнира |
| ------------------- | ----------------------------------------- |
| Хард (0)            | Зал (0)                                   |
| Грунт (0)           | Зал (0)                                   |
| Трава (0)           | Открытый воздух (0)                       |
| Ковёр (0)           | Открытый воздух (0)                       |

* количество побед в одиночном разряде.